# Precious Kaijuka
Precious Kaijuka Mwongera, (Kampala, Uganda, siglo XX) es una ingeniera ugandesa.

## Biografía
Nació y creció en Uganda, y es la hija menor de la familia. Estudió en la Escuela de Padres de Kampala durante los siete años de escuela primaria, y luego fue a Namagunga.Completó sus estudios en la Escuela Peponi en Kenia. A los 15 años intentó resolver un problema electoral que Uganda estaba experimentando en ese momento. Esto la motivó para introducirse en el mundo de la ingeniería.  En 2009, recibió una beca parcial que la permitió ir a una universidad en Reino Unido. En su curso universitario, era la única mujer negra en una clase de 400 personas. Se graduó en 2012 en Ingeniería Eléctrica y Electrónica en la Universidad de Loughborough, RU. En el año años 2016 recibió una beca de investigación de esta universidad. Mientras realizaba su doctorado, en ingeniería de sistemas de control, desarrolló  un algoritmo de aprendizaje automático, que previene accidentes de trenes.

### Trayectoria profesional
Más de una década de experiencia en múltiples industrias, Big Tech, consultoría digital, banca de inversión, ingeniería, sector público y academia en el Reino Unido, Suiza, Estados Unidos, Uganda y  en Kenia.
Entre los años 2013 a 2016, estuvo trabajando en Londres, Nueva York, Zúrich, como analista de tecnología en Goldman Sachs. Entre 2019 y 2021 trabajó en la dirección de un equipo, en Rolls-Royce, Derby, Reino Unido. En el 2021 a 2022, en KPMG East Africa dirigigiendo un equipo de asesoramiento de transformación digital en el sector de negocios. En Nairobi, Kenia, en 2022 a 2025, trabajó como gerente sénior en Skilling Team’s en la AAB.

## Premios y reconocimientos
- En 2022. Top 45 Most Influential Women in Digital Transformation in Africa 2022 by CIO Africa.[4][7]
- En 2021. Cambridge Outstanding Achievers' al mejor proyecto en Kenia.[3]
- En 2016. Galardonada con el Premio a la Innovació.[4]